# Adriano (ur. 1974)
Adriano Gerlin da Silva (ur. 20 września 1974 w Dracenie) – brazylijski piłkarz, grający na pozycji pomocnika, następnie prezes klubu Oeste Paulista Esporte Clube.
Wychowanek Guarani FC. Był królem strzelców mistrzostw świata U-17 w 1991 roku oraz mistrzostw świata U-20 w 1993 roku. Mistrz świata U-20 z 1993 roku. W swojej karierze grał w klubach w Brazylii, Japonii, Kolumbii, Polsce i Szwajcarii.